# Tropizodium peregrinum
Tropizodium peregrinum is een spinnensoort in de taxonomische indeling van de mierenjagers (Zodariidae).
Het dier behoort tot het geslacht Tropizodium. De wetenschappelijke naam van de soort werd voor het eerst geldig gepubliceerd in 2005 door Rudy Jocqué & Churchill.